# Simon Collier
Simon Daniel White Collier (ur. 6 czerwca 1938 w Harpenden, Hertfordshire, zm. 20 lutego 2003) – historyk i antropolog tanga argentyńskiego.

## Życiorys
Badał historię polityczną Chile i był ko-edytorem Cambridge Encyclopaedia of Latin America and The Caribbean (1985). Jego pasją była historia tanga argentyńskiego. Napisał książkę o życiu Carlosa Gardela (1986). Razem z Marią Azzi napisał książki na temat Astora Piazzoli (2000) i na temat historii tanga. Uczył historii w Essex University (1965–1991).